# Pablo Menichetti
Pablo Andrés Menichetti Tassara (Santiago, 8 de junio de 1973) es un escritor y orador motivacional chileno. Es conocido por sus trabajo en el Coaching Educacional y dos libros de autoayuda, Aprendizaje Inteligente y Aprendizaje Inteligente y el Educador del Futuro.

## Primeros años de vida
Menichetti nació en Santiago de Chile.Asistió durante toda su educación primaria y secundaria al colegio Craighouse.
Cursó sus estudios superiores en la Pontificia Universidad Católica de Chile, donde se graduó de ingeniero comercial en el año 1998.
A la edad de 22 años, mientras aún estaba estudiando, nació su primer hijo. La experiencia de criar a un niño y de estudiar al mismo tiempo lo llevó a tener problemas con sus estudios. Desde ese momento comenzó a preguntarse cómo estudiar de manera más eficiente y por qué el sistema educativo no lo capacitó con ninguna técnica de aprendizaje.
Años después, su propio hijo sufrió los mismos problemas de aprendizaje con el sistema educativo. Su incapacidad para motivarlo a estudiar, debido a su falta de estrategias como padre, tuvo un gran impacto en su vida y esto resultó ser el comienzo de su carrera como Entrenador Educacional.

### Matrimonios e hijos
En noviembre de 1995, Menichetti se casó con Javiera González, que esperaba su primer hijo, se divorciaron en 2001. En junio de 2011 se casó con Mamiko Ito, tuvieron un hijo y una hija y viven en Santiago de Chile.

## Carrera
Menichetti vivió en Singapur, donde comenzó su carrera como Entrenador Educacional, allí se capacitó con entrenadores como Robert Kiyosaki, T. Harv Eker y Anthony Robbins.
Con la influencia de estos entrenadores de desarrollo personal y el sistema educativo de Singapur, comenzó a trabajar en cómo aprender rápido disfrutando del proceso. Desde entonces, ha dedicado su vida a estudiar las últimas tecnologías educativas, desarrollo personal y estrategias de aprendizaje para los estudiantes.
Menichetti regresó a Chile en 2010 y lanzó su primer libro dirigido a los padres, "Aprendizaje inteligente, cómo hacer que tus hijos disfruten los estudios y obtengan resultados ya", en agosto de 2012 el libro se convirtió en el número 1 en ventas en los principales rankings chilenos. Esto permitió a Menichetti firmar un contrato con la editorial Random House Mondadori para lanzar el libro en toda América Latina.
En 2014 publicó su segundo libro, esta vez dedicado a los profesores: "Aprendizaje inteligente y el educador del futuro". El objetivo del libro es dar herramientas a los educadores para que se conviertan en entrenadores en sus clases, sugiriendo que tomen un segundo plano y dejen que los estudiantes hagan la clase.
Ha sido considerado por los medios chilenos como el Gurú (La Nación) del Coaching Educativo y del Entrenador Educacional N.º 1 en América Latina.
Menichetti cofundó, con su actual esposa Mamiko Ito, la empresa de Coaching educacional Aprendizaje Inteligente en 2012. La compañía fue certificada como Empresa B en el año 2017.

## Obras
- (2011) Aprendizaje Inteligente: Como hacer que tus hijos disfruten los estudios y obtengan resultados ya. Penguin Randomhouse Santiago de Chile, ISBN 978-956-258-372-5.
- (2014) Aprendizaje Inteligente y el Educador del Futuro, Penguin Random House, Santiago de Chile, ISBN 978-956-258-407-4.